# Bisdom Alindao

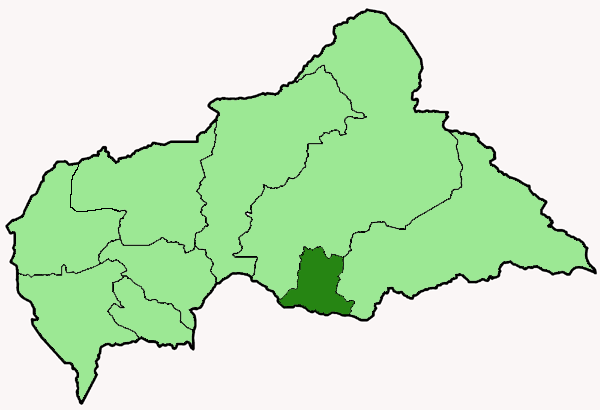
Het bisdom Alindao binnen de Centraal-Afrikaanse Republiek

Het bisdom Alindao (Latijn: Dioecesis Alindaoensis) is een van de negen rooms-katholieke bisdommen van de Centraal-Afrikaanse kerkprovincie en is suffragaan aan het aartsbisdom Bangui. De huidige bisschop van Alindao is Peter Marzinkowski.

## Geschiedenis
- 18 december 2004: Oprichting bisdom Alindao uit een deel van het bisdom Bangassou

## Speciale kerken
De kathedraal van het bisdom Alindao is de Cathédrale Sacré-Coeur in Alindao.

## Leiderschap
- Bisschop van Alindao
  - Bisschop Peter Marzinkowski (sinds 18 december 2004)